# Dick MacNeill
Richard ("Dick") MacNeill (Pasuruan, 7 de janeiro de 1898 - 3 de junho de 1963) foi um futebolista neerlandês, medalhista olímpico.
Dick MacNeill competiu nos Jogos Olímpicos de Verão de 1920 na Antuérpia. Ele ganhou a medalha de bronze.